# Степь (фильм, 1962)
«Степь» (итал. la Steppa) — фильм 1962 года итальянского режиссёра Альберто Латтуада, экранизация одноимённой повести А. П. Чехова.

## Сюжет
Россия XIX века, 8-летний сын коллежского секретаря едет в город поступать в гимназию. Из родной усадьбы в деревне он отправляется в большой город с попутчиками: дядей Иваном Иванычем и священником отцом Христофором. На долгом пути он становится свидетелем суровых реалий жизни в степи.

## В ролях
- Даниэль Спаллоне — Егорушка
- Павле Вуисич — Иван Иваныч Кузьмичов
- Шарль Ванель — отец Христофор
- Любивое Тадич — Емельян
- Милорад Маич — Пантелей Захарович Холодов, странник
- Перо Квргич — Мойсей Мойсеич
- Йован-Бурдуш Янчиевич — Соломон Мойсеич
- Милан Босильчич-Бели — Николай Дымов
- Марина Влади — графиня Драницкая
- Паоло Стоппа — Семён Александрович Варламов
- Аленка Ранчич — мать Егорушки
- Хермина Пипинич — Ольга Ивановна
- Мира Ступица — Настасья Петровна Тоскунова
- Петар Прличко — Стёпка
- Стоян Аранджелович — Кирюшка
- Милан Срдоч — Вася
- Мишель Байли — цыганка
- Кристина Гаиони — девушка на реке
- Лиляна Крстич – Остесса

## Съёмки
Натурные съёмки велись в Югославии. Художник по костюмам Данило Донати, декоратор Луиджи Скаччаноче.

## Критика
Джузеппе Маротта в «L’Europeo» от 27 января 1963 года писал, что режиссёр «умел в диалогах и образах вибрировать полутонами повторяющейся, острой славянской ностальгии».

## Награды и фестивали
- Главный приз «Золотой колос» Международного кинофестиваля в Вальядолиде (1963, Италия).
- Номинация на главный приз «Золотой медведь» на 12-м Берлинском международном кинофестивале, (1962, ФРГ)